# Pismaczek nawapienny

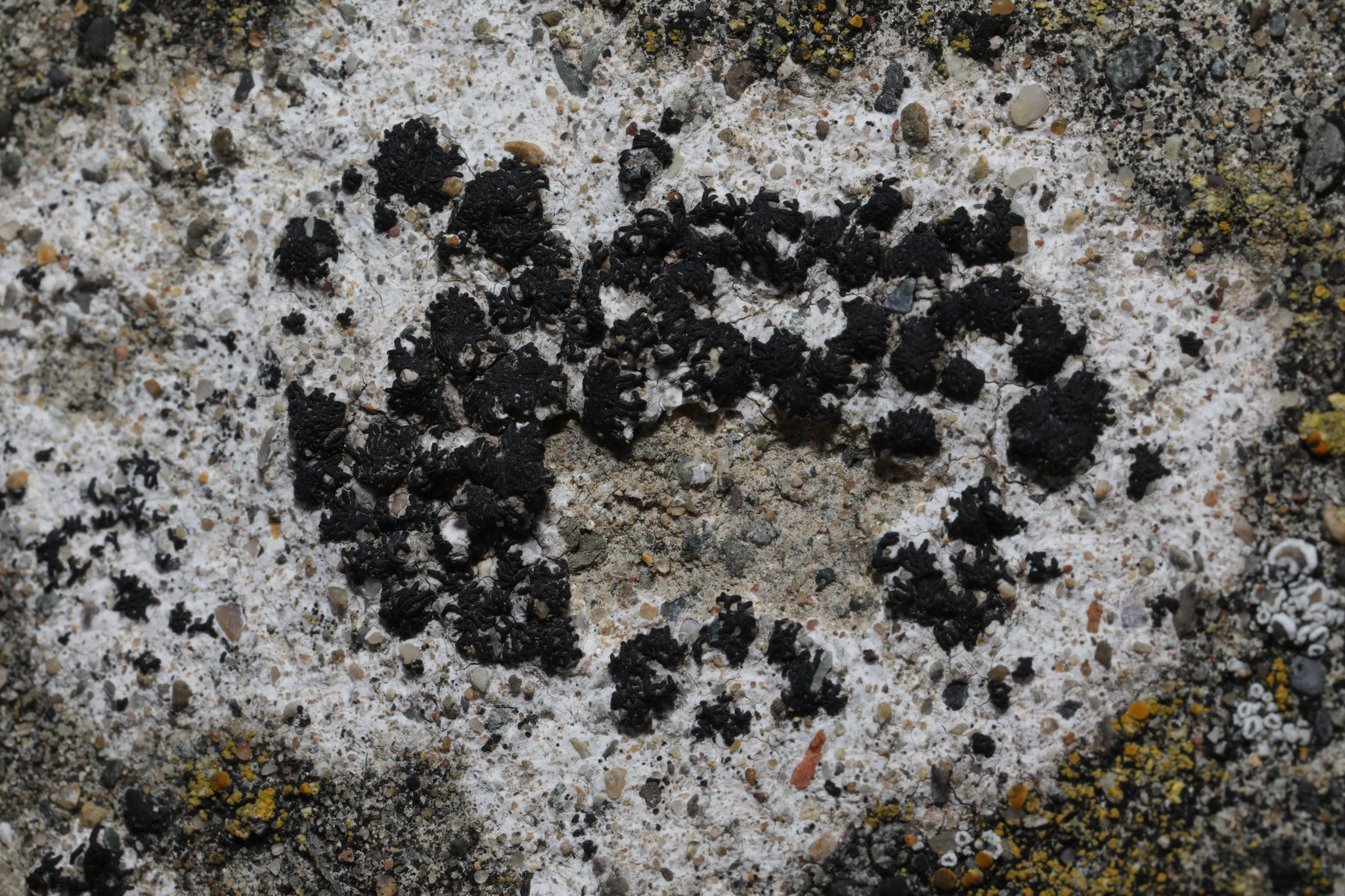

Pismaczek nawapienny (Arthonia calcarea (Turner ex Sm.) Ertz & Diederich) – gatunek grzybów z rodziny plamicowatych (Arthoniaceae). Z powodu symbiozy z glonami zaliczany jest także do porostów.

## Systematyka i nazewnictwo
Pozycja w klasyfikacji według Index Fungorum: Arthonia, Arthoniaceae, Arthoniales, Arthoniomycetidae, Arthoniomycetes, Pezizomycotina, Ascomycota, Fungii.
Po raz pierwszy takson ten zdiagnozowali w 1807 r. Dawson Turner i James Edward Smith nadając mu nazwę Opegrapha calcarea. Obecną, uznaną przez Index Fungorum nazwę nadali mu w 2009 r. Ertz i Diederich, przenosząc go do rodzaju Arthonia.
Niektóre synonimy naukowe:

- Hysterina calcarea (Turner ex Sm.) Gray 1821
- Opegrapha atra var. calcarea (Turner ex Sm.) Stizenb.1865
- Opegrapha atrula Nyl. 1877
- Opegrapha calcarea Turner ex Sm. 1807
- Opegrapha calcarea var. chevallieri (Leight.) H. Olivier 1902
- Opegrapha calcarea var. heteromorpha (Stizenb.) Watson 1935
- Opegrapha chevallieri Leight. 1854
- Opegrapha decandollei (Stizenb.) Arnold 1884
- Opegrapha decandollei (Stizenb.) Arnold 1884 var. decandollei
- Opegrapha rupestris var. decandollei (Stizenb.) Boistel1903
- Opegrapha saxicola var. decandollei Stizenb. 1865
- Opegrapha trifurcata var. calcarea (Turner ex Sm.) Arnold 1884
- Opegrapha varia var. calcarea (Turner ex Sm.) Schaer. 1850[3].

Nazwa polska według Krytycznej listy porostów i grzybów naporostowych Polski. Po przeniesieniu gatunku do rodzaju Arthonia jest niespójna z nazwą naukową.

## Morfologia
Plecha cienka, drobno spękana lub gładka, czasami całkowicie zanurzona, biała, szara, blado zielono-różowa lub rdzawo ochrowa, często z licznymi komórkami o średnicy 5-10 µm, bogatymi w lipidy. Przedplesze niepozorne, brak urwistków i izydiów. Fotobiontem są glony Trentepohlia.
Anamorfa tworzy pyknidia o średnicy do 300 µm. Konidia 4,5-7 × 0,5-1,5 µm, pałeczkowate lub rzadko elipsoidalne, proste, szkliste, bezprzegrodowe, cienkościenne i gładkie, bez epispor, galaretowatej osłonki lub wyrostków. Teleomorfa tworzy bardzo zmienne pod względem kształtu apotecja, o wymiarach 600-1200 (-2000) × (100-) 150-300 µm, 40-120 µm, siedzące lub rzadko półzanurzone, czarne, nie oprószone, rozproszone lub ciągłe, proste, czasem rozgałęzione, gwiaździste lub tworzące skupiska. Brzeżek owocnika podobny do szczeliny, czasem częściowo odsłonięty z wiekiem. Ekscypulum K+ oliwkowo-zielone; naskórek brązowy, K+ zielonkawy; hymenium 80-100 µm wysokości. Występują nibywstawki z przegrodami, rozgałęzione, często splątane, o wierzchołkach niezbyt lub rzadko lekko nabrzmiałych. Worki 8-zarodnikowe, prawie cylindryczne, grubościenne z dobrze rozwiniętym aparatem apikalnym i pierścieniem szczytowym, którego dolna część barwi się pod wpływem jodu zna niebiesko Askospory 16-20 (-24) × 4-5 (-6,5) µm, maczugowate, 3-przegrodowe, szkliste, dekstrynoidalne w młodości, dość grubościenne, gładkie, bez epispor, galaretowatej osłonki i przydatków.
Reakcje barwne: plecha C–, K–, KC–, Pd–, UV–.
Podobny jest pismaczek skalny (Arthonia dolomitica), który również rośnie na skałach wapiennych. Ma jednak mniejsze owocniki (do 0,2 mm) i różni się mikroskopowo.

## Występowanie i siedlisko
Podano liczne stanowiska w Europie i nieliczne na wschodnim wybrzeżu USA. W Polsce występuje na Wyżynie Śląsko-Krakowskiej, Środkowomałopolskiej oraz w Zewnętrznych i Centralnych Karpatach Zachodnich.
Rozwija się na skałach wapiennych.